# Annabel Buffet
Pour les articles homonymes, voir Annabel, Buffet et Schwob.
Annabel Buffet, aussi appelée simplement Annabel, née Annabel May Schwob (de Lure)[réf. nécessaire] née le 10 mai 1928 à Paris 16e et morte le 3 août 2005 à Neuilly-sur-Seine, est une écrivaine et chanteuse française, épouse de Bernard Buffet de 1958 à la mort du peintre en 1999.

## Biographie

### Origines familiales
Annabel Schwob est issue en ligne paternelle d'une famille bourgeoise juive non pratiquante, qui a développé l'industrie textile à Héricourt (Haute-Saône), notamment Georges Schwob d'Héricourt (1864-1942). 
Elle est la fille de Guy-Charles Schwob et de Lilian Roditi, qui se marient le 14 mai 1926 et divorcent en 1931, alors qu'elle a trois ans, se remariant ensuite chacun de son côté. En juillet 1936, sa mère se suicide alors qu'elle a huit ans, ce qui la marque profondément. Son père se suicidera aussi plusieurs décennies plus tard[évasif].

### Période de l'Occupation (1940-1944): Cannes
Au début de l'Occupation allemande, elle vit à Cannes chez son père qui la place dans un pensionnat de cette ville, puis part pour les États-Unis avec sa nouvelle épouse et leur petite fille, Isabelle. 
En 1943, menacée en tant que juive par l'arrivée de l'armée allemande sur la Côte d'Azur, elle se cache à Auribeau-sur-Siagne (Alpes-Maritimes). 
Après la Libération (août 1944), elle retrouve son père, ainsi que ses grands-parents paternels, dans son appartement de l'avenue Foch.

### Années d'après-guerre (1945-1958): Saint-Germain-des-Prés
Ayant achevé ses études secondaires à Cannes, elle prend des cours de peinture à l'Académie Julian à Paris, où deux étudiants américains, férus de jazz, lui font découvrir Saint-Germain-des-Prés, dont elle devient une des figures. Elle devient l'amie de Françoise Sagan, de Juliette Gréco, de Frede et d'autres artistes et intellectuels de l'époque. 
Longiligne et dotée d'un charme certain[réf. nécessaire], elle est d'abord mannequin, puis Orson Welles, qui fréquente également Saint-Germain-des-Prés, la fait engager dans un cabaret de la rive droite, le Carrol's, où elle déclame des poèmes de Max Jacob. Elle est ensuite engagée par Francis Claude dans son cabaret Milord l'Arsouille où elle chante notamment Actualités de Stéphane Golmann.

### Aux côtés de Bernard Buffet (1958-1999)
Elle rencontre le peintre Bernard Buffet en juin 1958 à Saint-Tropez, à l'initiative d'un ami commun, le photographe Luc Fournol, qui désirait les photographier ensemble. C'est le « coup de foudre ». À cette époque, Bernard Buffet, bien installé dans le succès, vient de se séparer de Pierre Bergé. L'allure androgyne d'Annabel lui plaît beaucoup[réf. nécessaire]. Le 12 décembre 1958, ils se marient à Ramatuelle, dans une grande discrétion. Le couple aura trois enfants, par adoption : Virginie (1962-2012), Danielle (née en 1963), photographe, et Nicolas (né en 1971), musicien.
Annabel devient la muse de son époux. En 1961, une des expositions du peintre est intitulée « Trente fois Annabel ».  Elle est très présente dans la vie de l'artiste. Véritable touche-à-tout, elle jongle de son côté entre écriture et chant. On compare ses écrits à ceux de Françoise Sagan et, lorsqu'elle chante, c'est avec Juliette Gréco qu'on fait le rapprochement. Avec humour, elle dira : « Tant qu'on ne dit pas que je chante comme Sagan et que j'écris comme Gréco… » Elle est une grande admiratrice de Barbara et de Françoise Mallet-Joris.
En 1986, dans son livre autobiographique D'amour et d'eau fraîche, elle révèle l'alcoolisme qui frappe le couple et « leur remontée de l'enfer ».
Le 4 octobre 1999, Bernard Buffet, atteint de la maladie de Parkinson et incapable de peindre, met fin à ses jours.

### Dernières années, mort et funérailles (1999-2005)
Brisée par ce suicide, elle s'installe dans l'Yonne. Dans Post-Scriptum, œuvre dans laquelle elle s'adresse à son mari, elle écrit : « La vérité est que je ne sais pas vivre sans toi, alors je fais semblant d'être. » Sans Bernard Buffet, elle se sent abandonnée et il semble qu'elle se soit laissé dépérir[réf. nécessaire]. Pour surmonter sa douleur, elle se remet à boire, ce qui lui est formellement interdit par les médecins. Elle est aussi une grande fumeuse.
Elle meurt à 77 ans à l'hôpital américain de Neuilly-sur-Seine et est incinérée au crématorium du cimetière du Père Lachaise. Ses cendres sont dispersées en Provence, région qui tenait particulièrement à cœur au couple Buffet.

## Publications
- 1959 : Comme tout le monde
- 1960 : L'Amour quotidien
- 1961 : Les Bonnes Manières
- 1963 : La Corrida du veau d'or (1963)[15]
- 1966 : Midi à 14 heures
- 1967 : Les Vieux Gamins
- 1969 : Les Faux Jules
- 1973 : Trois Petits Tours et… 40 ans
- 1979 : Saint-Tropez, avec des lithographies originales de Bernard Buffet.
- 1981 : Saint-Tropez d'hier et d'aujourd'hui, avec des photographies de Luc Fournol.
- 1986 : D'amour et d'eau fraîche
- 1987 : Les Beaux Mensonges
- 1990 : Le rêve sera plus long que la nuit
- 1993 : Les Puces de Saint-Ouen
- 2001 : Post-scriptum  (ISBN 978-2259194969)
- 2004 : Bernard Buffet, secrets d'atelier, avec la collaboration de Jean-Claude Lamy et les photographies de Luc Fournol et Benjamin Auger  (ISBN 978-2080112989).

## Discographie

### Albums 33 tours originaux
- 1956 : Françoise Sagan dit… Françoise Sagan/Annabel chante… Françoise Sagan
  - La Valse
  - Les Jours Perdus
  - Pour Toi Et Moi
  - Le Jour

(Face A : textes lus par Françoise Sagan, Face B : textes chantés par Annabel Buffet)
Paroles : Françoise Sagan - Musique, direction chœurs et orchestre : Michel Magne
- 1969 : Aquarelle
  - Aquarelle
  - Côté Gauche
  - Les Gommes
  - Pourquoi Dans Les Rues De Paris
  - Monsieur Gomino
  - Cher Monsieur
  - Irraisonnable
  - Comme Une Enfant
  - Pour Bien Rire En Société
  - De L'Education D'Une Jeune Fille
  - Mon Bistrot
  - En Attendant

Paroles et musique : Frédéric Botton
Arrangements et direction musicale 1-2-3-5-7-10-11-12 : François Rauber 4-6-8-9 : Alain Goraguer
- 1971 : Annabel 71
  - L'Animal
  - J'En Ai Assez
  - La Plage Déserte
  - Les Grand'Mères
  - Tu Veux Toujours
  - Mets Un Tube
  - Les Premiers Rendez-Vous
  - Quand Je Pars Pour...
  - Les Noctambules
  - Les Vacances
  - C'est Ça La Chance, C'est Ça Le Bonheur
  - Le Vague Au Corps

Paroles : Annabel Buffet - Musique 1-4-5-7 : François Rauber 2-8-10 : Léo Missir 3-6-9-12 : Jacques Datin 11 : Patricia Carli
Orchestre sous la direction de François Rauber
- 1974 : Annabel
  - Trois Dents En Ce Temps
  - By The Time I Leave
  - Chantons, Puisque Beethoven Était Sourd !
  - La Zone
  - Légèrement Différent
  - Mes Fêtes
  - Le Café, Le Rhum
  - Désiré
  - Cui-Cuivres
  - La Rue De La Huchette

Paroles 1-3-5-6-7-9 : Annabel Buffet, 2 : Boris Bergman, 4 : Philippe Galland, 8 : Bruno Lesse, 10 : Yves Simon
Musique 1-2 : André Hervé, 3-4-5-6-7-8-9 : Jean Morlier, 10 : Yves Simon
- 1978 : Album de famille
  - Vaille Que Vaille
  - C'est Peut-être Ça
  - J'ai Les Pieds Qui Dansent
  - Pierrot
  - Les Lions De Thoiry
  - Cannelle
  - Les Chardons
  - L'Ami Nicolas
  - Ce Long Hiver
  - La Retardataire
  - La Vie Privée Des Animaux
  - 1936
  - Rosa Bonheur
  - Jamais Seule
  - Comme C'est Bizarre
  - Mon Paris Qui Rétrécit
  - A Tant Courir
  - Le Modèle
  - Vaille Que Vaille

Paroles : Annabel Buffet
Musique : Jean Morlier
- 1980 : Annabel
  - Chanson Fanée
  - Cousin Dis-Donc
  - La Paix Républicaine
  - Rêverie Sur Un Tableau
  - Chanter Pour Le Plaisir
  - L'Amant Du Lundi
  - Le Château
  - La Leçon De Piano
  - Oh Là Là
  - J'en Perds La Mémoire
  - Pénélope / Lonely Woman (Ornette Coleman)
  - A Tout Petit Pas
  - Le Grand Saut
  - Mes Filles
  - V'là Le Bon Vent (arrangement du traditionnel)
  - Après L'Café
  - Les Voyageurs
  - Hé Nana
  - Les Jours Sans Appétit
  - Paumé Mes Souliers
  - Baillonnée
  - J'Ai Voulu Des Enfants, On En Fait Des Moutons
  - J'Aurais Voulu Te Voir Dormir
  - Do Ré Mi Fa Seule
  - Les Amours Naufrages
  - Laïque Et Obligatoire
  - La Lessive
  - Madame Trouboule

Paroles : Annabel Buffet
Musique et arrangements : Jean Morlier

### Albums CD de compilation
- 1989 : Annabel
  - Chanson Fanée
  - Cousin Dis-Donc
  - La Paix Républicaine
  - Rêverie Sur Un Tableau
  - L'Amant Du Lundi
  - Le Château
  - La Leçon de Piano
  - Oh ! La La !
  - J'en Perds la Mémoire
  - Pénélope / Lonely Woman
  - À Tous Petits Pas
  - Le Grand Saut
  - Mes Filles
  - V'la L'bon Vent
  - Après L'Café
  - Les Jours Sans Appétit
  - J'Aurais Voulu Te Voir Dormir
  - Les Amours Naufrages
  - Les Voyageurs
  - Pierrot
  - Laïque Et Obligatoire
  - La Lessive
  - Madame Trouboule

- 2014 : Françoise Sagan, Michel Magne – Chansons Et Ballet

Double CD consacré aux interprètes des textes de Françoise Sagan incluant les 4 titres enregistrés en 1956 par Annabel Buffet.
- - La Valse
  - Les Jours Perdus
  - Pour Toi Et Moi
  - Le Jour
- 2015 : Léo Ferré – Intégrale Léo Ferré Et Ses Interprètes 1947-1956

Triple CD consacré aux débuts de Léo Ferré incluant un enregistrement inédit de 1956 d'Annabel Buffet.
- - Les Amoureux Du Havre

Paroles et musique : Léo Ferré
- 2015 : Annabel Buffet - Chanson Française
  - Aquarelle
  - En Attendant
  - Les Gommes
  - Pour Bien Rire En Société
  - Cher Monsieur
  - Côté Gauche
  - Comme Une Enfant
  - De L'Education D'Une Jeune Fille
  - Irraisonnable
  - L'Avion
  - La Peau D'Homme
  - L'Un Sans L'Autre
  - Pas Comme Ça
  - L'Animal
  - J'En Ai Assez
  - La Plage Déserte
  - Tu Veux Toujours
  - Les Premiers Rendez-Vous
  - Quand Je Pars Pour...
  - Les Noctambules
  - Les Vacances
  - C'Est Ça la Chance C'Est Ça Le Bonheur
  - Le Vague Au Corps

### 45 tours
- 1956 : Annabel chante Françoise Sagan : La valse - Les jours perdus / Le jour - Pour toi et moi (Publication des textes chantés par Annabel Buffet sans les versions lues par Françoise Sagan)
- 1969 : Côté gauche / Irraisonnable
- 1969 : Aquarelle / En attendant
- 1970 : L'avion / La peau d'homme (Paroles et musique : Frédéric Botton ; Arrangements et direction musicale : François Rauber)
- 1970 : L'un sans l’autre / Pas comme ça (Face A : Paroles : Catherine Desage - Musique : Jean Kluger - Face B : Paroles : Bernard Michel - Musique : Henri Salvador ; Direction artistique : Léo Missir - Arrangements : François Rauber - Prise de son : Francis Miannay)
- 1971 : J'en ai assez / Le vague au corps
- 1972 : La paix royale / Montélimar (Face A : Paroles Etienne Roda-Gil - Musique Jacques Datin - Face B : Paroles : Annabel Buffet - Musique et arrangements : Jean Morlier)
- 1972 : J'ai un excellent caractère / Tous les lauriers sont coupés (Face A : Paroles Pierre Grosz - Musique Alain Goldstein - Face B : Paroles et musique : Yves Simon ; Arrangements et direction musicale : Jean Morlier)
- 1974 : Le profil dur / Je ne l’aime plus (Paroles : Annabel Buffet - Musique : André Hervé)
- 1976 : L’amour l’après-midi / Les buvards (Face A : Paroles et musique : Nicolas Peyrac - Face B : Paroles : Annabel Buffet - Musique et arrangements : Jean Morlier)
- 1976 : L'aventure / Pierrot (Face A : Paroles et musique Jacques Brel - Face B : Paroles : Annabel Buffet - Musique et arrangements : Jean Morlier)
- 1980 : Une ile et du soleil / Le canal fleuri (Paroles : Annabel Buffet - Musique et arrangements : Jean Morlier)

## Filmographie
- 1950 : Les Enfants terribles de Jean Cocteau : le mannequin
- 1955 : Dossier secret d'Orson Welles : la Parisienne à la baguette de pain
- 1969 : Les Vieux gamins de Guy Job : Adapté du roman éponyme d'Annabel Buffet par Annabel Buffet et Guy Job. Dialogues d'Annabel Buffet. Photographie de Roland Hulot. Réalisation de Guy Job. Conception artistique de la décoration : Bernard Buffet. Interprète : Annabel Buffet ; diffusé sur la 2e chaine de la télévision française le 6 juin 1969